# Pösskjorta

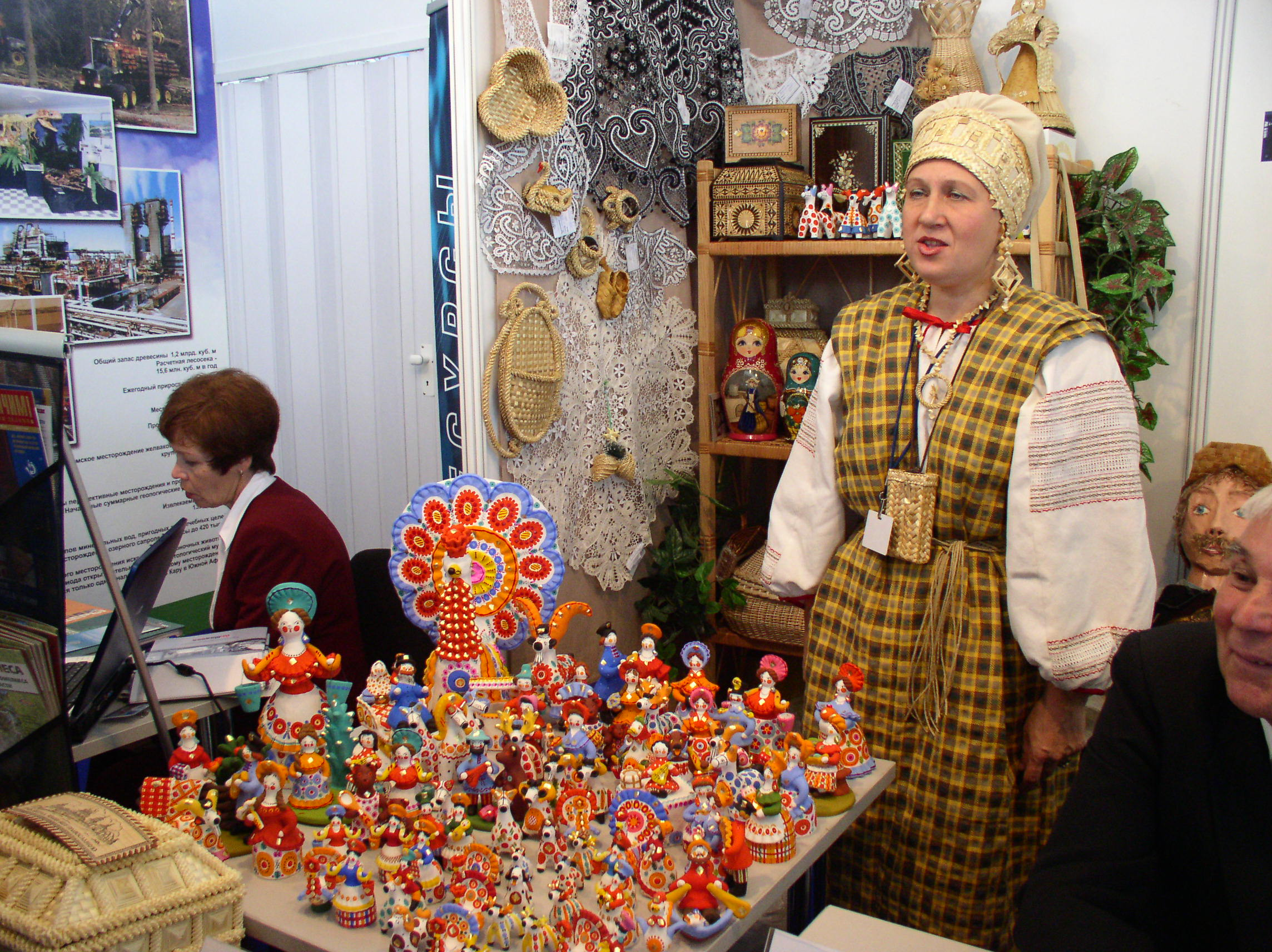
Kvinna i pösskjorta (vit, broderad) i Vitryssland.

En pösskjorta (ibland kallad piratskjorta) är en skjorta med mycket vidd i ärmarna och ibland även i livet. Vidden åstadkommes genom veckning av tyget. Skjortan kan även ha ok. Ärmen är lång och hålls samman vid handleden av en dragsko eller en manschett. Skjortan är oftast inte helt öppen framtill utan har ett sprund som kan knäppas eller snöras. En pösskjorta är vanligen av linne eller bomull och ofta vit eller gräddvit till färgen.
Liknande skjortor förekommer ofta i östeuropeiska folkdräkter.
Pösskjortor används ibland på fantasylajv och i maskeradsammanhang. En känd bärare av pösskjorta är rollfiguren Jack Sparrow i filmserien Pirates of the Caribbean.